# ماركوس برايس
ماركوس برايس (بالإنجليزية: Marcus Price)‏ هو لاعب كرة قدم أمريكية أمريكي، ولد في 3 مارس 1972 في هيوستن في الولايات المتحدة.

## وصلات خارجية
- ماركوس برايس على موقع مرجع كرة القدم المحترفة.كوم (الإنجليزية)